# Seznam ohrožených jazyků
Následující seznam ohrožených jazyků je založený hlavně na datech používaných UNESCEM. Aby byl jazyk uveden na seznamu, musí být klasifikován jako „ohrožený“ v citovaném akademickém zdroji.
- Afro-Euroasijské jazyky
  - Africké jazyky
    - Seznam ohrožených jazyků v Africe

  - Euroasijské jazyky
    - Asijské jazyky
      - Seznam ohrožených asijských jazyků
        - Seznam ohrožených jazyků v Bangladéši
        - Seznam ohrožených jazyků v Číně
        - Seznam ohrožených jazyků v Indii
        - Seznam ohrožených jazyků v Myanmaru
        - Seznam ohrožených jazyků v Indonésii
        - Seznam o hrožených jazyků v Nepálu

    - Evropské jazyky
      - Seznam ohrožených jazyků v Evropě

    - Jazyky v Rusku
      - Seznam ohrožených jazyků v Rusku

  - Australské jazyky
    - Seznam ohrožených austrálských jazyků
    - Seznam ohrožených jazyků na Papui Nové Guineji

  - Severoamerické a jihoamerické jazyky
    - Seznam ohrožených severoamerických jazyků
      - Seznam ohrožených jazyků v Kanadě
      - Seznam ohrožených jazyků střední Ameriky
      - Seznam ohrožených jazyků v Mexiku
      - Seznam ohrožených jazyků ve Spojených státech

    - Seznam ohrožených jihoamerických jazyků
      - Seznam ohrožených jazyků v Brazílii
      - Seznam ohrožených jazyků v Kolumbii

    - Jazyky Pacifiku
      - Seznam ohrožených jazyků Pacifiku

## Vymírající jazyky
SIL Etnologue (2005) řadí 473 z 6 909 žijících jazyků (6,8%) mezi “skoro vymřelé”, tedy mezi jazyky, kde “žije již jen pár mluvčích v pokročilém věku”; k roku 2013 se počet těchto jazyků snížil na 6,1%.
K posouzení, zda je jazyk ohrožený, není až tak potřebný počet mluvčích, ale spíše jejich věkové rozložení. Například v Indonésii jsou doloženy jazyky až se dvěma miliony žijícími rodilými mluvčími, avšak již ve velmi pokročilém věku a znalost jazyka tak, v rámci jeho zachování, není předávána mladším obyvatelům. Na druhou stranu, i přes to, že zbylo pouze 30 000 mluvčích v Ladinském jazyce, děti těchto mluvčích se tento jazyk stále učí jako jejich mateřský, proto jazyk momentálně není ohrožen.
Podobně je tomu i s Havajštinou, která má pouze okolo tisíce mluvčích. Číslo se ale stabilizovalo poté, co byl jazyk zaveden povinně nejen na místních školách, ale i pro děti v předškolním věku. Tento jazyk je tedy klasifikován pouze jako zranitelný.
Počet jazyků na Zemi se dnes pohybuje okolo šesti nebo sedmi tisíc, ale asi polovina z nich má méně než 3000 mluvčích. Experti předpovídají, že minimálně polovina dnešních jazyků do padesáti až sta let vymře.